# Drawno (gmina)
Drawno est une gmina mixte du powiat de Choszczno, en Poméranie occidentale, dans le nord-ouest de la Pologne. Son siège est la ville de Drawno, qui se situe environ 24 km à l'est de Choszczno et 81 km à l'est de la capitale régionale Szczecin.
La gmina couvre une superficie de 321,09 km2 pour une population de 5 170 habitants en 2016.

## Géographie
Outre la ville de Drawno, la gmina inclut les villages de Barnimie, Borki, Borowiec, Brac, Brodźce, Brzeziny, Chomętowo, Dobrojewo, Dolina, Dominikowo, Drawnik, Gack, Gładysz, Janków, Karpin, Karpinek, Kawczyn, Kępa, Kiełpino, Kolonia Kniewo, Konotop, Kośnik, Kostrzewa, Maciejów, Międzybór, Niemieńsko, Niemieńsko-Zamek, Nowa Korytnica, Ostrożyce, Podegrodzie, Podlesie, Prostynia, Przysiekiercze, Pszczewko, Rogoźnica, Rościn, Samborz, Sicienko, Sieniawa, Skrzaty, Śmieszkowo, Święciechów, Wiśniewo, Zacisze, Zalesie, Zatom, Zdanów, Żółwinko et Żółwino.
La gmina borde les gminy de Bierzwnik, Choszczno, Człopa, Dobiegniew, Kalisz Pomorski, Recz et Tuczno.